# 朗倫鎮區 (密蘇里州歐扎克縣)
朗倫鎮區（英語：Longrun Township）是位於美國密蘇里州歐扎克縣的一個行政鎮區。

## 地方資料
朗倫鎮區的面積為51.21平方千米，當中陸地面積為51.20平方千米，而水域面積為0.01平方千米。根據2020年美國人口普查的數據，當地共有人口86人，而人口密度為每平方千米1.68人。